# Pizzo Muncréch
Pizzo Muncréch är en bergstopp i Schweiz.   Den ligger i distriktet Riviera och kantonen Ticino, i den sydöstra delen av landet, 130 km sydost om huvudstaden Bern. Toppen på Pizzo Muncréch är 2 252 meter över havet, eller 81 meter över den omgivande terrängen. Bredden vid basen är 0,20 km.
Terrängen runt Pizzo Muncréch är mycket bergig. Närmaste större samhälle är Biasca, 5,8 km sydväst om Pizzo Muncréch. 
I omgivningarna runt Pizzo Muncréch växer i huvudsak blandskog. Runt Pizzo Muncréch är det ganska tätbefolkat, med 75 invånare per kvadratkilometer.